# St. Niels (Westerland)

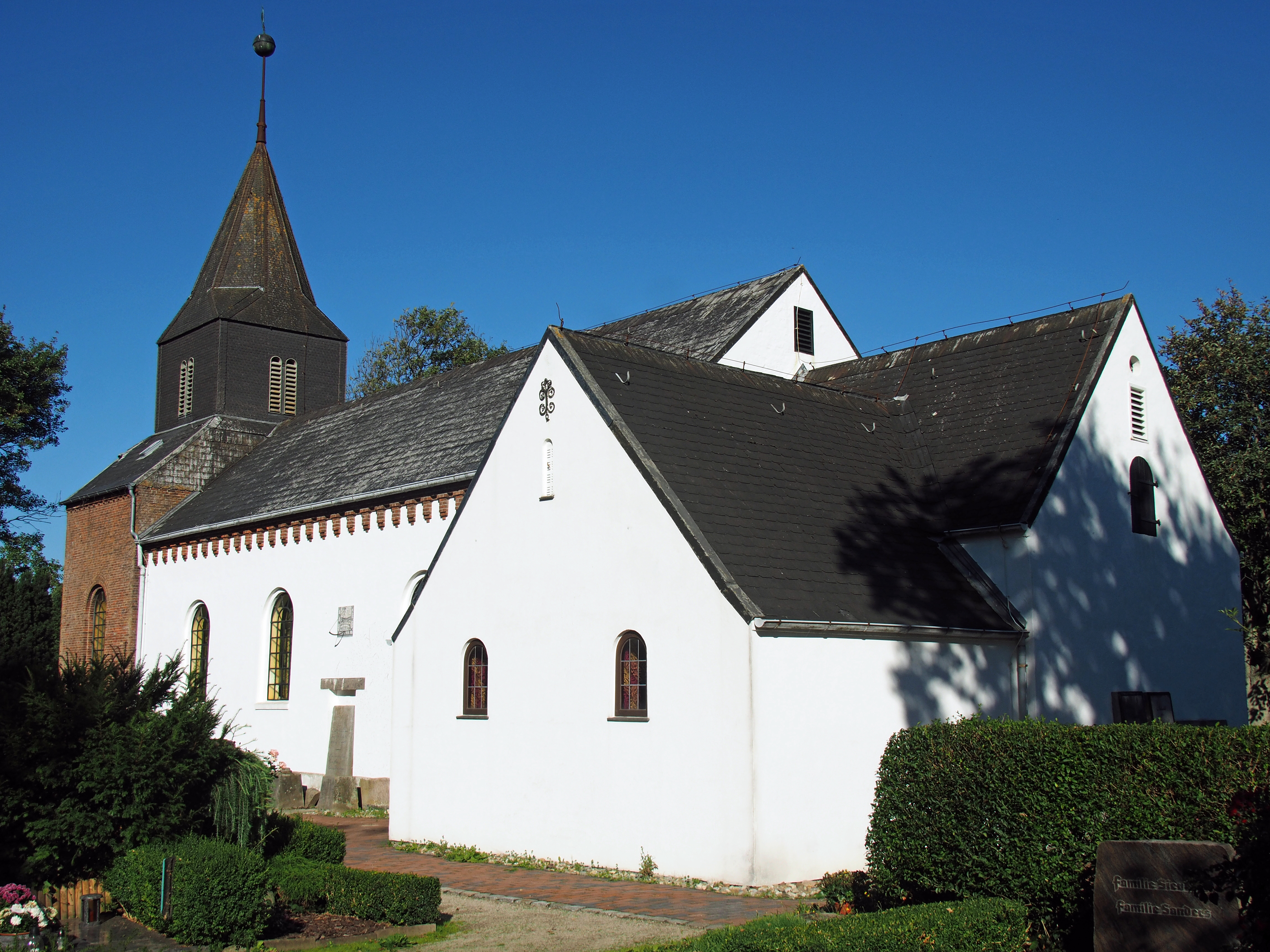
Kirche St. Niels (Sylt)

Die Kirche St. Niels, auch Dorfkirche genannt, ist eine evangelisch-lutherische Kirche in Westerland auf Sylt. Sie wurde 1634 anstelle der Kirche des bereits 200 Jahre zuvor aufgegebenen Dorfs Eidum erbaut und 1637 geweiht, womit sie das älteste Gebäude Westerlands ist. Der Kirchturm wurde im Jahr 1875 errichtet. Der Name der Kirche ist eine Kurzform von Nikolaus.

## Ausstattung

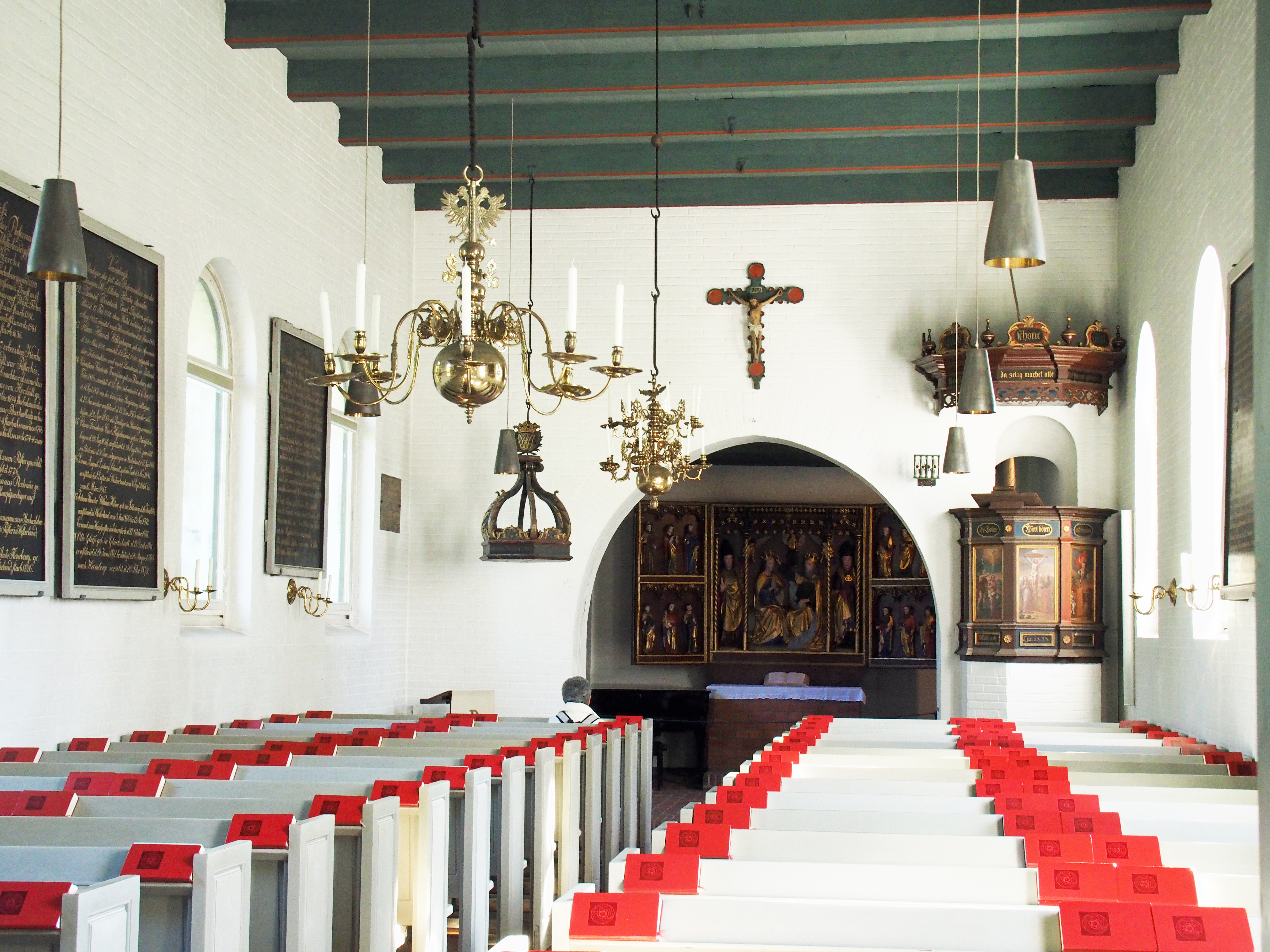
St. Niels (Sylt): Innenraum

St. Niels  birgt eine Reihe wertvoller Kunstwerke, die zu einem großen Teil aus der Vorgängerkirche stammen: Das Kruzifix (ein Passionskreuz, das über dem Bogen zur Apsis hängt) stammt aus dem 13. oder 14. Jahrhundert und ist das älteste Stück der Ausstattung. Die Christusfigur stammt wahrscheinlich aus der zweiten Hälfte des 15. Jahrhunderts und ist damit jünger als das Kreuz selbst.
Der dreiflügelige spätgotische Schnitzaltar zeigt im Mittelschrein eine Marienkrönung, die von zwei Bischöfen flankiert wird, auf der linken Seite befindet sich Nicolaus oder Severin, rechts eine Figur, die den Dionysius darstellt. In den Seitenflügeln des Altars befinden sich die Apostel. Im 19. Jahrhundert wurde der Mittelschrein aufgrund eines strengen Luthertums aus dem Altar entfernt. An seine Stelle fügte man ein Ölbild der Thüringerin Minna von Doetinchem de Rande ein, welches das den über dem Meer wandelnden Jesus und den sinkenden Petrus zeigte. Im Jahr 1925 wurde die Marienkrönung wieder in ihren ursprünglichen Platz eingefügt.
Der üppige, adlergekrönte 14-armige Kronleuchter stammt aus dem Jahr 1682. Der achtarmige Messingleuchter ist wahrscheinlich älter.
Die barocke Holztaufe mit Taufdeckel aus dem Jahr 1750 war eigentlich für die neuerbaute Kirche der Hallig Galmsbüll gestiftet worden. Die Hallig ging Anfang des 19. Jahrhunderts unter. In der 1890 auf dem Festland errichteten neugotischen St.-Gallus-Kirche fand die Taufe keinen Platz, so dass sie zusammen mit der 1703 von dem damaligen Galmsbüller Pastor Ambders gestifteten Taufschale nach Westerland kam.

Interieur der Kirche St. Niels
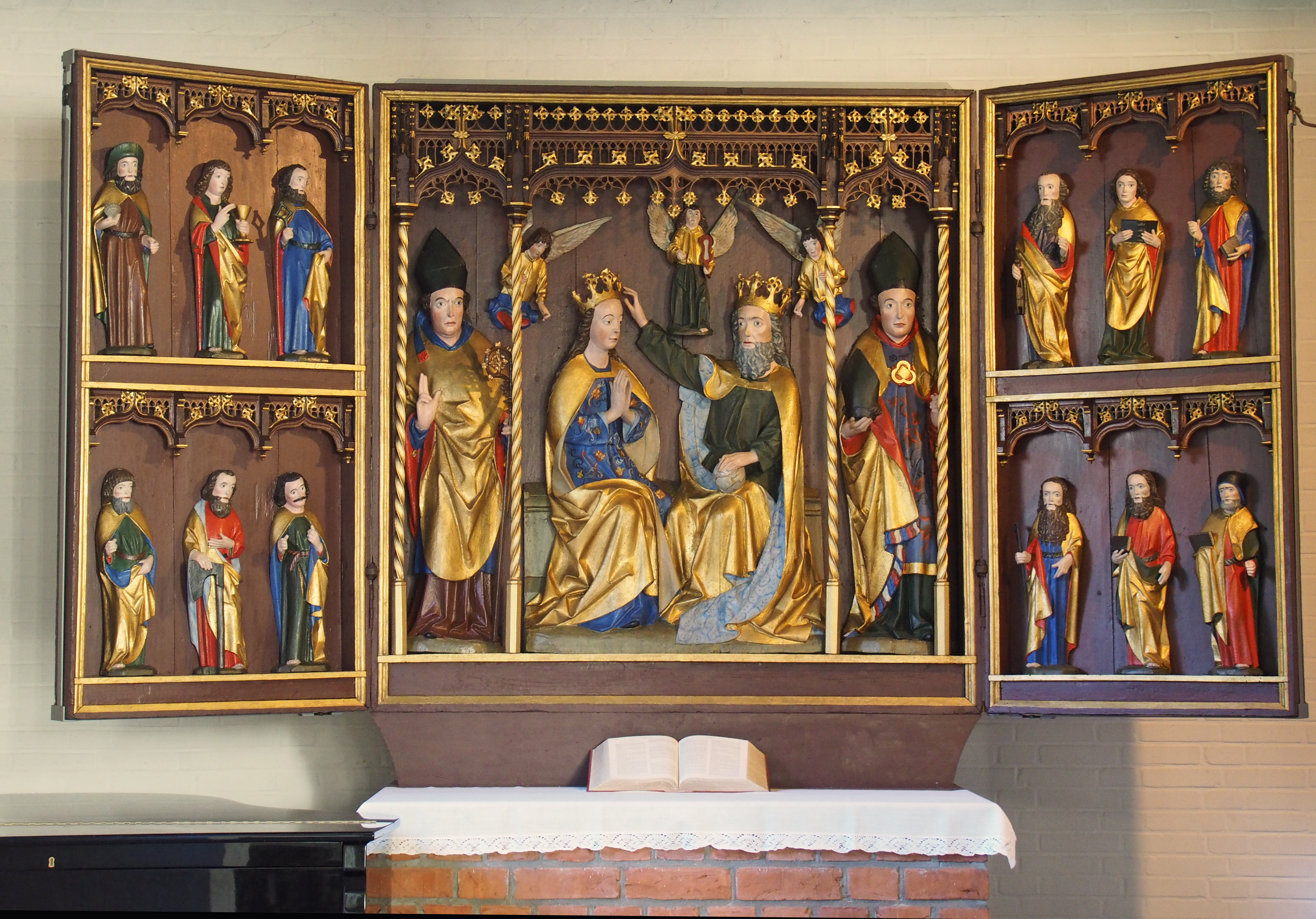
Spätgotischer Schnitzaltar
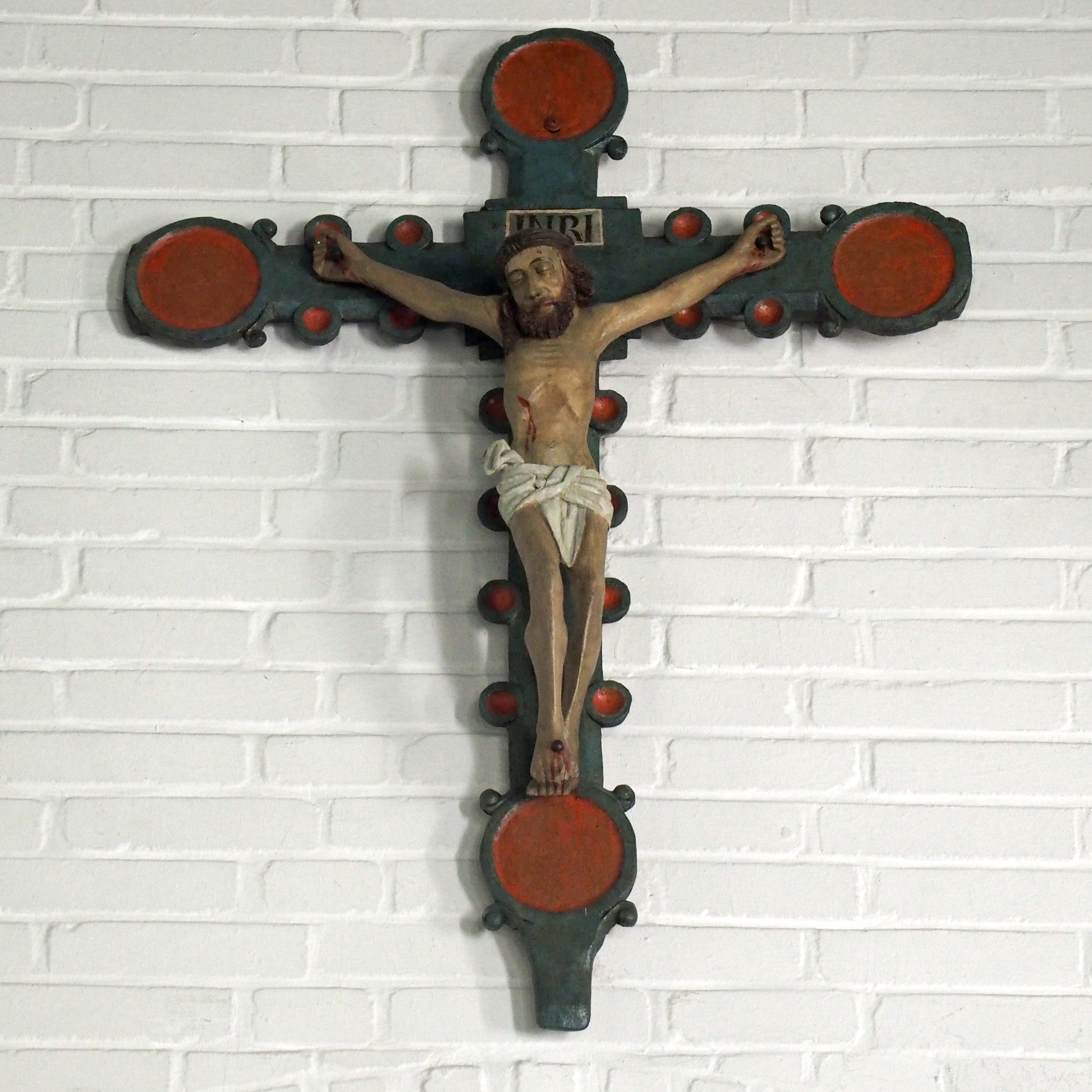
Passionskreuz aus dem 13. oder 14. Jahrhundert, Corpus etwa zweite Hälfte 15. Jahrhundert
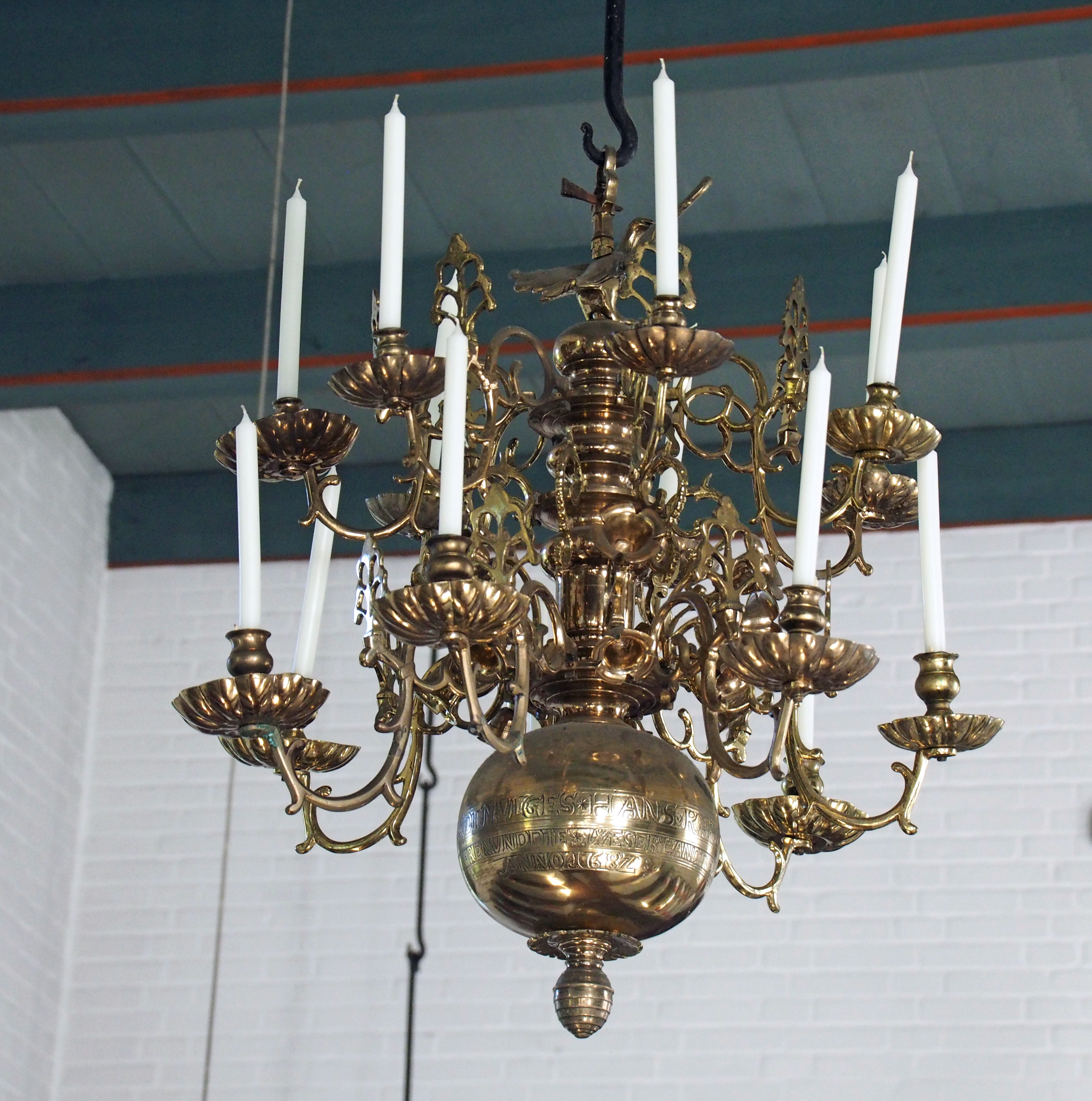
Leuchter von 1682
Achtarmiger Messingleuchter

## Orgel
Eine von der Firma Marcussen & Søn erbaute Orgel fand 1876 ihren Platz im neuerstellten Kirchturm. Das Instrument verfügte über elf Register.
Die Lübecker Orgelbauwerkstatt Kemper & Sohn erbaute 1965/1966 eine neue zweimanualige Orgel mit 14 Registern im alten Gehäuse und unter Verwendung alten Pfeifenmaterials. Im Mai 1987 wurde die Orgel im Zuge der Kirchen-Restaurierung durch die Firma Neuthor (Kiel) renoviert. Dabei wurde das Register Quinte 1 1⁄3′ durch das neue Zungenregister Krummhorn 8′ ersetzt. Die Disposition lautet seitdem wie folgt:

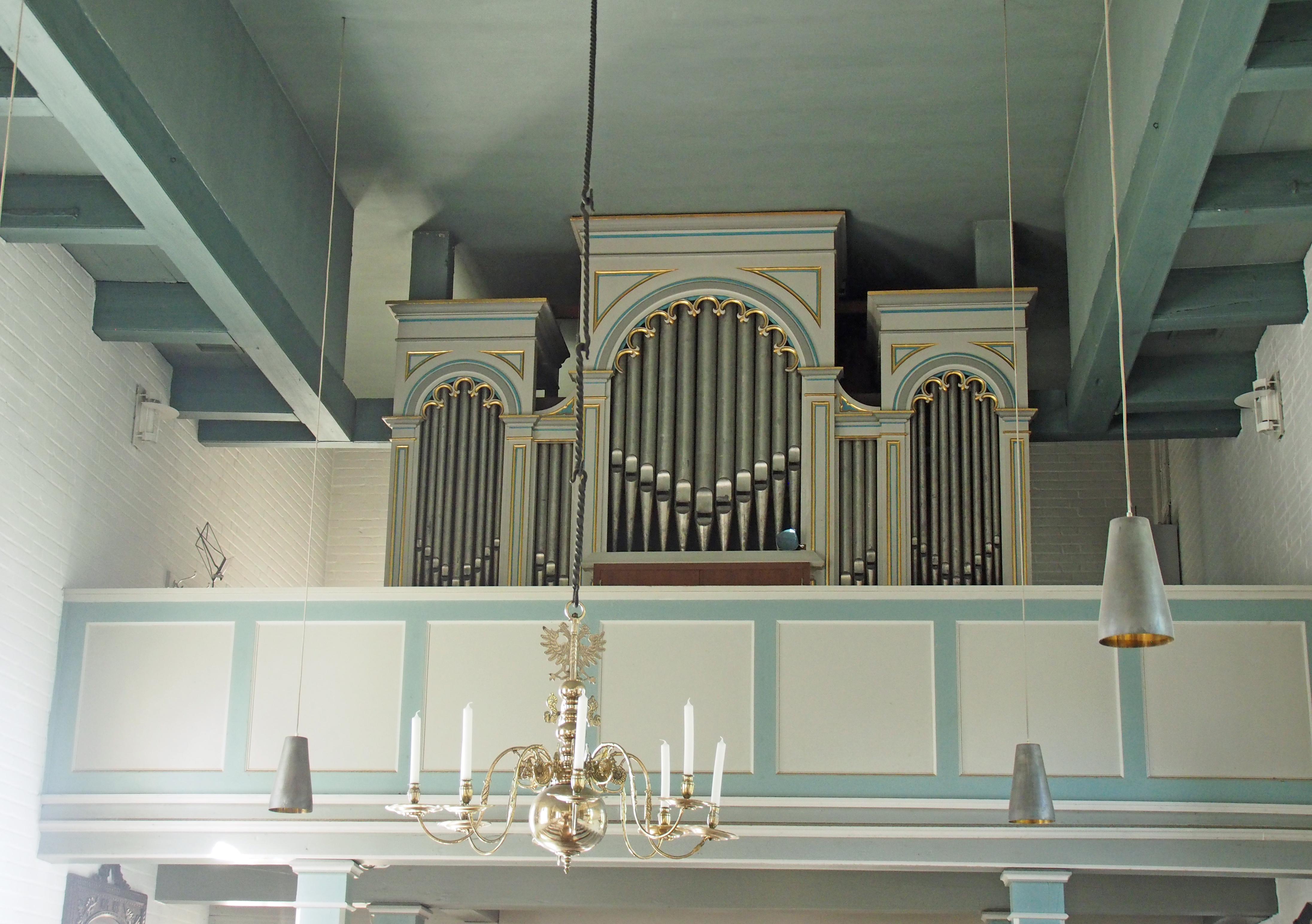
St. Niels (Sylt): Orgel

| I Hauptwerk C– |    |
| Prinzipal      | 8′ |
| Rohrflöte      | 8′ |
| Flöte          | 4′ |
| Oktave         | 2′ |
| Scharff III    |    |

| II Schwellwerk C– |        |
| Gedackt           | 8′     |
| Prinzipal         | 4′     |
| Waldflöte         | 2′     |
| Terz              | 1 3⁄5′ |
| Sifflöte          | 1′     |
| Krummhorn         | 8′     |
| Tremulant         |        |

| Pedal C–  |     |
| Subbass   | 16′ |
| Prinzipal | 8′  |
| Prinzipal | 4′  |

- Koppeln: II/I, I/P, II/P

## Glocke
Die Glocke im Kirchturm wurde um 1350 von einem unbekannten Gießer gegossen und ist die älteste Glocke auf Sylt. Vor dem Bau des Turms hing sie in einem Glockenstapel neben der Kirche. Sie ist namenlos, hat ein Gewicht von etwa 225 kg, einen Durchmesser von 701 mm und klingt mit dem Schlagton d″+6.